# Station Kirby Cross
Kirby Cross is een spoorwegstation van National Rail in Tendring in Engeland. Het station is eigendom van Network Rail en wordt beheerd door Greater Anglia. 